# ブレイク・ザ・ボーダー!
『ブレイク・ザ・ボーダー!』は宝塚歌劇団によって制作された舞台作品。月組公演。形式名は「ショー」。20場。作・演出は石田昌也。併演作品は『銀の狼』。

## 公演期間と公演場所
- 1991年9月20日 - 10月29日　宝塚大劇場[1]
- （東京宝塚劇場公演はない）

## 解説
※『宝塚歌劇100年史（舞台編）』の宝塚大劇場公演参考。
ボーダーレスの世界の到来を反映して、世の中の決まり切った境界線を取り払い、少し変わった角度からいろいろなものや状況の境目を観察したショー作品。石田昌也の宝塚大劇場の演出デビュー作品。また、この公演から麻乃佳世が正式に涼風真世の相手役になり、その新コンビのお披露目公演になった。

## スタッフ
※『宝塚歌劇80年史』を参考にした。
- 作曲・編曲：寺田瀧雄・吉田優子・西村耕次
- 音楽指揮：岡田良機
- 振付：羽山紀代美・中川久美・家城比呂志・尚すみれ・前田清実
- 装置：石濱日出雄・関谷敏昭
- 衣装：任田幾英
- 照明：勝柴次朗
- 小道具：万波一重
- 効果：川ノ上智洋
- 音響監督：松永浩志
- 演出助手：木村信司・中村一徳
- 舞台進行：渡辺勝彦
- 制作：佐分孝

## 主な配役
※『宝塚歌劇80年史』を参考にした。
- ジェロニモ、青年、龍神の男、レディ、ドリーマー - 涼風真世
- インディアンの娘①、少女、レディA、ドリーマー - 麻乃佳世
- インディアンの青年①、プリズナーA、スパニッシュ、紳士 - 天海祐希
- 警備員 - 汝鳥伶
- バレエの教官 - 京三紗
- スパニッシュの歌手 - 愛川麻貴
- インディアンの青年②、ギャングA、青年 - 若央りさ
- インディアンの青年③、ギャングA、スパニッシュ - 久世星佳
- インディアンの娘②、踊る娘A - 羽根知里
- インディアンの娘③、看守の女A、踊る娘A - 紫とも
- スパニッシュの娘 - 風花舞